# Stills
| Recensione | Giudizio |
| ---------- | -------- |
| AllMusic   |          |

Stills è un album di Stephen Stills, pubblicato dalla Columbia Records nel giugno del 1975.

## Tracce
Lato A
1. Turn Back the Pages – 4:05 (Stephen Stills, Donnie Dacus)
2. My Favorite Changes – 2:53 (Stephen Stills)
3. My Angel – 2:19 (Stephen Stills, Dallas Taylor)
4. In the Way – 3:37 (Stephen Stills)
5. Love Story – 4:15 (Stephen Stills)
6. To Mama from Christopher and the Old Man – 2:15 (Stephen Stills)

Durata totale: 19:24
Lato B
1. First Things First – 2:16 (Stephen Stills, Joe Schermie, Jon Smith)
2. New Mama – 2:30 (Neil Young)
3. As I Come of Age – 2:36 (Stephen Stills)
4. Shuffle Just as Bad – 2:42 (Stephen Stills)
5. Cold Cold World – 4:35 (Stephen Stills, Donnie Dacus)
6. Myth of Sisyphus – 4:16 (Stephen Stills, Kenny Passarelli)

Durata totale: 18:55

## Formazione
- Stephen Stills - chitarre, tastiere, basso, voce, accompagnamento vocale
- Donnie Dacus - chitarra solista, chitarra bottleneck, chitarra ritmica, accompagnamento vocale
- George Terry - chitarra, accompagnamento vocale
- Rick Roberts - chitarra, accompagnamento vocale
- Jerry Aiello - tastiere
- Kenny Passarelli - basso, accompagnamento vocale
- Leland Sklar - basso
- Dallas Taylor - batteria
- Russell Kunkel - batteria
- English Richie - batteria
- Tubby Ziegler - batteria
- Joe Lala - percussioni, accompagnamento vocale
- David Crosby - accompagnamento vocale
- Graham Nash - accompagnamento vocale
- Claudia Lennear - accompagnamento vocale
- Betty Wright - accompagnamento vocale